# Gene Englund
Gene E. Englund (Kenosha, Wisconsin; 21 de octubre de 1917 - Winnebago, Wisconsin; 5 de noviembre de 1995) fue un jugador y árbitro de baloncesto estadounidense que disputó siete temporadas en la NBL y una más en la NBA. Con 1,96 metros de estatura, jugaba en la posición de ala-pívot.

## Trayectoria deportiva

### Universidad
Jugó durante tres temporadas con los Badgers de la Universidad de Wisconsin-Madison, en la que en su última temporada anotó 162 puntos en partidos de la Big Ten Conference, lo que en aquella época supuso un récord de la conferencia, siendo elegido mejor jugador de la misma. Lideró a su equipo al primer y único título de campeones de la NCAA, tras derrotar en la final a Washington State por 39-34. Fue además incluido en el primer equipo consensuado All-American.

## Profesional
Cuando se graduó, la mayor liga profesional que existía en ese momento era la NBL. Entre 1941 y 1944, y posteriormente entre 1945 y-1949, jugó con los Oshkosh All-Stars (con una breve aparición en los Brooklyn Indians de la ABL), ganando el campeonato en su primera temporada, liderando a su equipo en la final, en la que anotó 17 puntos, en un partido que acabó 43-41. Fue finalista también en 1943 y 1946.
En 1949, cuando la franquicia de los All-Stars quebró, fichó ya con 32 años por los Boston Celtics de la NBA, donde jugó 22 partidos en los que promedió 8,2 puntos, antes de ser traspasado mediada la temporada a los Tri-Cities Blackhawks a cambio de John Mahnken, promediando en su nuevo equipo 7,5 puntos y 1,1 asistencias por partido.

## Estadísticas de su carrera en la NBA

### Temporada regular
| Año     | Equipo     | PJ | %TC  | %TL  | APP | PPP |
| ------- | ---------- | -- | ---- | ---- | --- | --- |
| 1949-50 | Boston     | 24 | .372 | .811 | .7  | 8.2 |
| 1949-50 | Tri-Cities | 22 | .389 | .767 | 1.1 | 7.5 |
| Total   | Total      | 46 | .380 | .792 | .9  | 7.8 |

### Playoffs
| Año   | Equipo     | PJ | %TC  | %TL  | APP | PPP |
| ----- | ---------- | -- | ---- | ---- | --- | --- |
| 1950  | Tri-Cities | 2  | .200 | .818 | .5  | 5.5 |
| Total | Total      | 2  | .200 | .818 | .5  | 5.5 |

## Vida posterior
Tras retirarse, ejerció como árbitro en la Big Ten Conference y en la NBA. Falleció el 5 de noviembre de 1955 en Winnebago, Wisconsin, a los 78 años de edad.